# 사이클론 이니고
사이클론 이니고(Cyclone Inigo, JTWC 지정:26S)는 남반구 오스트레일리아 근해에서 발생했던 사이클론으로 1999년의 사이클론 그웬다와 함께 중심기압 900hPa를 기록해 가장 강했던 사이클론이다.

## 사이클론의 진행

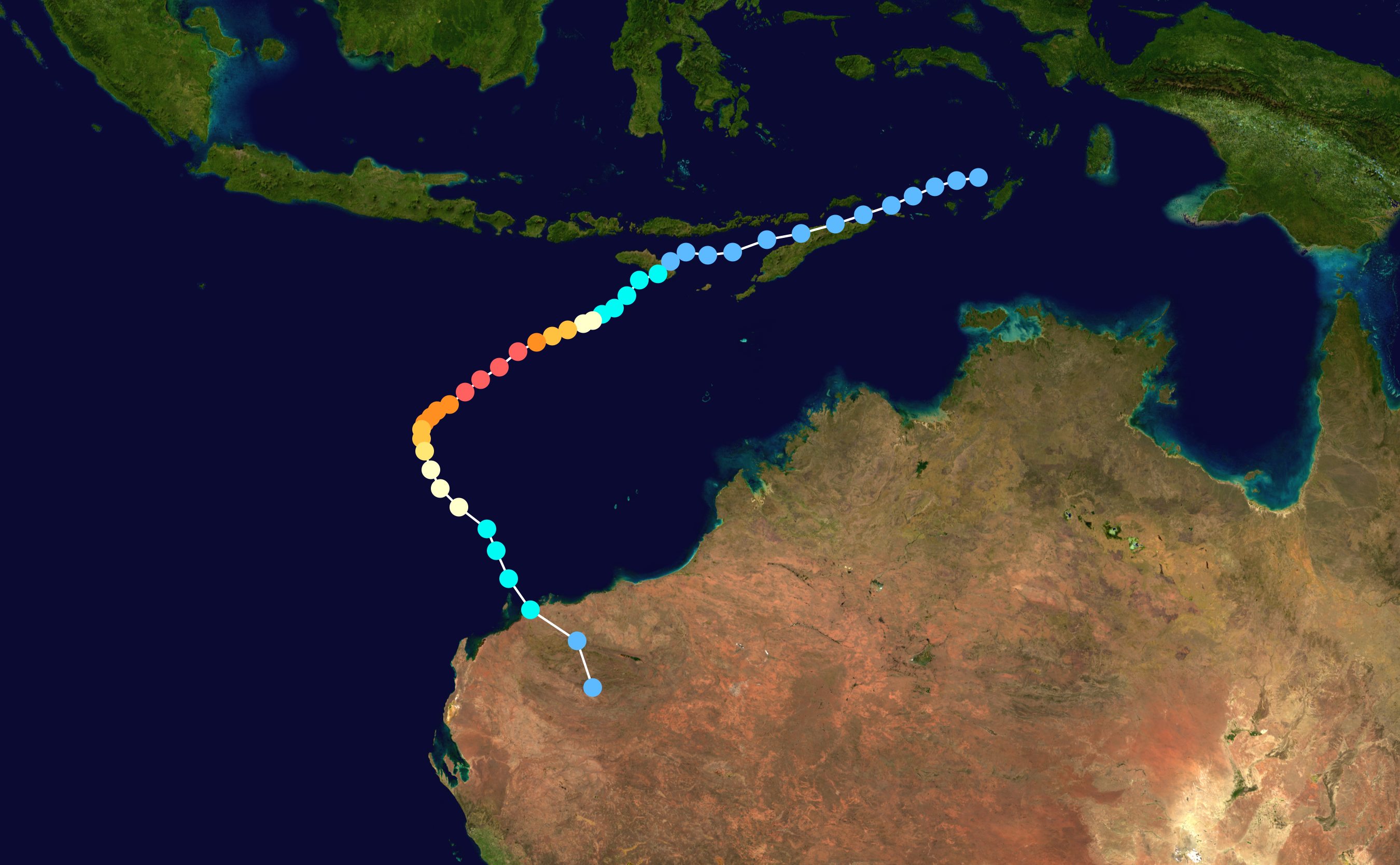
사이클론 이니고의 이동 경로

3월 26일, 적도 근처 파푸아뉴기니 근해에 위치한 저기압대가 발생한 후 남쪽에 위치한 고기압대를 따라 서진하기 시작했고 3월 27일에는 뉴기니섬 근처에서 저기압이 조직되었다. 3월 30일에 준(準)열대 저기압이 된 후 남서쪽으로 이동하면서 3월 31일에 플로레스섬을 가로질렀다. 곧 플로레스섬과 티모로섬에 많은 양의 비가 내리기 시작했고 다음날인 4월 1일에 사우해에 진입하면서 숨바섬 북동쪽에서 열대 저기압으로 발달하였다.
4월 1일 낮 12시에 미국 합동태풍경보센터(JTWC)에서 첫 번째 경고령을 내렸고 곧 열대저기압 26S로 명명하였다. 4월 2일 자정에는 오스트레일리아 기상청(BOM) 소속 퍼스 기상청이 '이니고(Inigo)'라는 이름을 부여하였다. 이니고는 남서진하면서 빠르게 강력해졌고 태풍의 눈이 점차 잘 발달되기 시작했고 4월 3일, BOM이 이니고가 풍속 130km/h(80mph)에 도달해 강한 열대폭풍의 단계로 승격시켰다. 이날 이후 급격하게 강력해졌고 4월 4일에 오스트레일리아 허리케인 등급에 의거해 제5등급이 되었다. 또한 이니고는 이날 오전 06시에 풍속 240km/h(150mph)에, 중심기압이 900hPa까지 떨어져 최성기를 맞이하게 되었다. 이 때, JTWC에서는 1분최대풍속 260km/h(160mph)이 관측되어 이니고를 매우 강한 사이클론으로 규정하였다. 이 중심기압 900hPa의 기록은 1999년의 사이클론 그웬다와 맞먹는 기록으로 현재까지 그웬다와 함께 세력부문에서 공동1위를 함께 차지하고 있다.
사이클론 이니고가 최성기를 맞이한 후, 태풍의 눈이 직경 32km(20mi)에 달하였으나 4월 4일 늦은 시각에 갑자기 약화되기 시작하며 4월 5일에 태풍의 눈에 구름이 가득찼고 이날 늦게 이니고의 극서점에 도달한 뒤, 갑자기 남동쪽으로 진로를 바꾸었다. 4월 7일이 되자 다시 강한 열대폭풍으로 약화되었고 풍속은 120km/h(75mph)를 유지했다. 이니고는 4월 8일에 웨스턴오스트레일리아주 필바라(Pilbara)에 상륙한 뒤에 급격하게 약해져 풍속은 75km/h(45mph)까지 낮아졌다. 상륙한지 12시간만에 이니고는 소멸되었다.

## 피해
사이클론 이니고의 초기 형태였던 열대요란은 인도네시아 동부에 많은 비를 뿌렸다. 플로레스섬의 라란투카에서는 24시간만에 223mm의 비가 내렸다. 이 비는 숨바섬과 서티모르에 홍수와 산사태가 일어나게 하는 원인이 되었다. 어떤 지역에서는 물이 5m(16ft)까지 차오르는 곳도 있었다. 서티모르의 쿠팡에서는 대규모의 옥수수, 콩과 쌀 등의 농작물들이 파괴되었다. 플로레스섬의 엔데에서도 많은 피해가 보고되었다. 이 곳에서 총 294마리의 동물들이 희생되었고 공항에서는 1m(3ft)의 물이 차올랐다. 이로 인해 항공 교통이 마비되어 도시는 완전히 고립되었다. 인도네시아에서의 총 재산피해액은 600만달러(2003년 기준)로 집계되었고 102명이 부상당했다. 후에 인도네시아 관계자들이 세계 기상 기구에 사이클론 이니고에 의해 58명이 숨졌다는 내용을 알렸다. 또한 열대요란은 해양의 기상상태를 악화시켰고 이에 따라 12척의 배가 수장되었다. 이니고가 지나갈 무렵인 4월 3일에 숨바섬 남서쪽 해양에서 1척에 5~8명이 타고 있던 총 2척의 배가 실종되었다고 보고되었다.
오스트레일리아에서는 이니고가 매우 약한 사이클론으로 해안에 접근했다. 그러나 상륙한 장소에서는 226mm의 강수량을 기록했는데 이 중 80분 안에 128mm가 넘게왔다. 오스트레일리아에서는 별다른 재산피해와 인명피해는 없었다.

## 사이클론의 소멸 후
사이클론 이니고가 인도네시아를 지나간 후에 지방자치단체들과 국제 적십자·적신월 운동 관계자들은 피해지역에 구호활동을 펼쳤다. 또한 인도네시아 정부와 지방자치단체들이 약 4억달러(2003년 기준)를 피해지역에 전달하였다. 피해 시민들은 임시대피소에서 머물렀는데 대피소는 주로 학교, 우체국과 정부가 지어준 대피소였다. 정부에서는 산사태로 도로가 차단된 곳에서 기계를 동원해 잔해를 제거했다.
인도네시아에 남긴 큰 피해로 인해 이니고(Inigo)는 퇴출되었고 이기(Iggy)가 대체 이름으로 지명되었다.

## 같이 보기
- 인도네시아의 지리